# Union communiste (groupe)
Pour les articles homonymes, voir Union communiste.
 (juin 2017).
Si vous disposez d'ouvrages ou d'articles de référence ou si vous connaissez des sites web de qualité traitant du thème abordé ici, merci de compléter l'article en donnant les références utiles à sa vérifiabilité et en les liant à la section « Notes et références ».

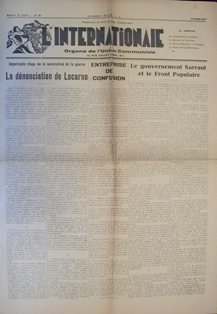
L'Internationale no 20.

L’Union communiste est un ancien groupe politique communiste français issu d'un rassemblement de groupes situés à la gauche du Parti communiste français et d'une scission de la Ligue communiste. L'UC exista de 1933 aux débuts de la Seconde Guerre mondiale.

## Histoire

### La fondation et les débuts
En 1933, sur l'initiative d'un groupe local de la banlieue Ouest de Paris formé par Henry Chazé (Gaston Davoust) et le XV° rayon, une conférence d'unification d'une douzaine de groupes d'opposants communistes et d'individus est organisée. Après quelques réunions tenues entre avril et juin 1933, cette conférence aboutit à une unification partielle. Quelques mois après, l’Union communiste (UC) naît d’une scission, moitié-moitié, dans la Ligue communiste trotskiste qui avait participé à la conférence mais était restée indépendante. L'UC publie en novembre 1933, le no 1 de son journal L'Internationale. Sitôt née, en décembre 1933, l’Union communiste, fusionne avec l’organisation issue de la Conférence d’unification, et publie son no 2 avec Jean Lastérade comme gérant. Dans ce même numéro, l'UC revendique quatre groupes dans la région parisienne : Paris, Courbevoie, Clichy et Bagnolet.  Une permanence est également annoncée au siège de l'organisation, 10 rue Juillet dans le vingtième arrondissement. L’UC qui se maintint jusqu’à la guerre (le dernier numéro de l’Internationale, no 43, étant daté de juillet 1939) devenait le groupe communiste d’opposition au stalinisme le plus important numériquement, devant la Gauche italienne et le petit groupe trotskyste réduit à l’état de groupuscule (moins d’une quarantaine de membres) par la scission de 1933. 
Après cette fusion, l'UC évolue progressivement vers le communisme de conseil, absorbant le petit groupe de Marcel Bayard, seul groupe se réclamant alors de ce courant. L'UC recueille par ailleurs une bonne partie des bordiguistes (italiens pour la plupart) parisiens tout en continuant à s’éloigner du bordiguisme officiel :
« … les bordiguistes se déclarent quasiment prédestinés à devenir le noyau de la future organisation internationale, parce qu’Italiens, et de ce fait armés d’une expérience et d’un bagage politique et doctrinal inégalables » (Bulletin d’informations et de liaison, no 2, novembre 1935).
« Tout cela explique que des camarades nous abandonnèrent, les uns pour chercher des auditoires chez Doriot en 34-35, d’autres parce que dans l’U.C., ils ne pouvaient pas jouer au « number one », d’autres encore tout simplement parce que notre évolution rapide les effrayait. Départs sur la pointe des pieds ou après discussion, courte et amicale. Quelques années après, très logiquement d’ailleurs, presque tous ces camarades étaient ou dans la gauche socialiste de Pivert ou chez les « staliniens de gauche » du groupe qui éditait « Que Faire ».
La situation particulièrement dynamique ouverte par le 6 février 1934 provoqua reclassement et sélection, surtout à la naissance du Front populaire, salués par un « placard à la Une » de « L’Internationale » : « Front populaire égale Front National », placard repris par « Terre Libre », à quelques phrases près (meilleurs que les nôtres) et tiré en tract par André Prudhommeaux. Même critique sévère de l’Unité Syndicale ». Puis nos articles « Contre toute défense de l’U.R.S.S. » en 1935 et début 1936. Notre rubrique sur l’évolution contre-révolutionnaire de l’U.R.S.S. aboutissait, face aux faits, et conclusion de notre effort de réflexion théorique, à considérer l’U.R.S.S. comme une puissance impérialiste dont la nature était le capitalisme d’État. » (1). Cette rubrique était particulièrement assurée par Voradi (pseudonyme : Lang).
Les autres principaux rédacteurs de l'Internationale sont Lasterade (Jean de Lastérade de Chavigny), Laroche (Szajko Schönberg), Henry Chazé (Gaston Davoust).

### La Guerre d'Espagne
Pendant la guerre civile espagnole l’UC ne préconise pas le départ de militants pour l’Espagne, tout en comprenant les militants bordiguistes italiens (condamnés par leur propre organisation) qui faisaient ce choix, en particulier pour combattre dans les milices. Henry Chazé et un autre membre de l’UC (Robert Glassman) se rendent à Barcelone en août-septembre 1936 pour établir des liaisons. 
« Le long entretien avec Federica Montseny est resté vivace dans ma mémoire… au cours de la discussion, elle parla « d’anarchisme d’État » !! Je ne bronchai pas, mais mon jeune camarade en resta pantois et muet jusqu’à la fin de l’entretien. « Anarchisme d’État », vers le 20 août 1936, cela promettait !
Les entretiens avec les camarades du POUM furent aussi très décevants. Refus d’entreprendre au sein du POUM une discussion sur l’U.R.S.S. (Gorkin). » (1)
Se déplaçant dans plusieurs villes à partir de Barcelone, ils constatent que la CNT (Confederación Nacional del Trabajo) y contrôle tout, par en haut et par ses groupes de base. Pour aller de Barcelone à Tarassa, avec Gorkin, ils sont contrôlés plusieurs fois mais peuvent se déplacer librement grâce à un "sauf-conduit" délivré par un organisme présidé par Santillan. Ce sauf-conduit leur sert également au retour pour s'arrêter à Gérone et Figueras, également contrôlés par la CNT. Ces différents arrêts sont l'occasion d'entretiens plus confiants qu'avec les dirigeants anarchistes et POUMistes.
Avant et après les journées de mai 37 à Barcelone, l'UC dissocie nettement son soutien aux combattants espagnols de celui à la République Espagnole :
" L'assassinat des militants révolutionnaires tels que Berneri, Andreu Nin, des camarades anarchistes d'extrême-gauche, des Amis de Durruti et des Jeunesses Libertaires, la destruction du POUM, l'arrestation de ses dirigeants, Gorkin, Andrade, etc., démontre la volonté arrêtée de la bourgeoisie républicaine d'Espagne de décapiter le mouvement révolutionnaire catalan avant d'opérer une nouvelle et profonde saignée dans le prolétariat.
Cette répression qui sévit actuellement dans toute l'Espagne républicaine est le résultat de l'étranglement de la Révolution espagnole réalisé par les impérialismes "démocratiques", fascistes et soviétique, avec la complicité des partis traitres de la IIe et IIIe Internationales...
Par des moyens différents, Franco et le gouvernement de Valence ont poursuivi le même objectif : mater le prolétariat et consolider la dictature de classe de la bourgeoisie...
L'"antifascisme" a conduit nos frères d'Espagne à une défaite sanglante. L'"antifascisme" a permis au Front populaire en France de détourner également la classe ouvrière d'une véritable action de classe.
(Tract -non daté- distribué par l'Union communiste à un meeting à La Mutualité)
En mars 1937, à l’appel de l’UC, se tient à Paris une conférence internationale. Y participent une série de groupes qui s’étaient opposés aux bordiguistes (Bilan) à propos de la guerre civile espagnole : LCI (Ligue des Communistes Internationalistes, Belgique), RWL (Revolutionary Workers League, USA) représentée par Oehler, League for Revolutionnary Workers Party de Field, GIK (Groupe des communistes internationaux, Hollande) représenté par Canne Meijer), et des individualités comme Gabriel Miasnikov, Arkadi Maslow et Ruth Fischer, représentant les anciennes oppositions russe et allemande. L’échec de cette conférence amènera la RWL à créer une commission Internationale de contact.
En 39, avant sa disparition, l'UC rejoint la position d’Anton Pannekoek ou du KAPD; conservant le mot Parti tout en rejetant la conception léniniste d'un parti dirigeant.
La guerre, avec la mobilisation, l’arrestation ou la fuite des militants étrangers, amène la disparition de fait du groupe en septembre 1939, même si des liaisons sont maintenues pendant la guerre par des femmes de l’UC. Henry Chazé est arrêté puis déporté. Il survivra à Sachsenhausen et reprendra une activité sur des positions communistes de conseils, mais l’UC ne sera pas reconstituée.
1. Henry Chazé, Union Communiste 1933-1939, préface à Chronique de la Révolution Espagnole, éditions Spartacus, 1979
Note : Cette organisation ne doit pas être confondue avec l’organisation trotskyste du même nom fondée ultérieurement par Barta.

## Documents et correspondances

### Lettre deAndré Prudhommeauxà L'Internationale (25/05/35)
Chers camarades,
J'ai reçu ce matin-même un exemplaire de votre organe L'Internationale.
La netteté de votre attitude face à l'accord Laval-Staline est extrêmement sympathique. Ceci m'engage à vous demander de bien vouloir noter notre journal "Terre Libre" (A. Prudhommeaux, 10 rue Emile Jamais Nimes-gard) sur votre liste d'échanges.
En plus de cela je serais heureux d'échanger une collection des 14 n) parus de Terre Libre contre les 14 no parus de l'Internationale, et une collection de notre revue aujourd'hui terminée "Correspondance internationale ouvrière" (15 numéros) contre une collection de la revue "Bilans".
À l'avenir nous nous ferons un plaisir de vous faire parvenir toutes nos publications. Vous verez par là que la pensée anarchiste ne se limite pas au seul "Libertaire", organe que pour ma part je considère comme infecté de réformisme et de même de nationalisme (voir no 450 du 24 mai, 4° page colonnes 1 et 2 "Comment ils conçoivent l'esprit national").
Bien fraternellement à vous,
A. Prudhommeaux

### Lettre de André Prudhommeaux à L'Internationale (17/11/37)
Chers camarades,
Je compte publier dans un prochain no de l'Espagne Nouvelle (avec référence bien entendu) les pages 3 et 4 de votre numéro 32 de "L'Internationale".
D'autre part permettez moi de vous féliciter pour le beau travail théorique -question nationale- pages 7 à 11 (article signé Laroche).
J'avais soulevé cette question sur le plan marxiste dans un périodique paru il y a 6 ou 7 ans, et j'étais arrivé aux mêmes conclusions. Ajotons que ces conclusios conduisent nécessairement à une théorie anarchiste, car l'État et la Nation son psychologiquement et matériellement inséparables, et tout nihilisme en matière nationale conduit à un nihilisme vis-à-vis des formes et des forces étatiques. Encore un petit effort et vous arriverez à la conception Bakouninienne de la lutte armée révolutionnaire expropriatrice et décentralisée, préconisée par Bakounine à partir de Sedan (1870). Introduite par les communards dans le domaine des faits; reconnue après coup par Marx dans sa Guerre Civile en France qui rejoint par là certaines œuvres de sa jeunesse (La question juive contient déjà une théorie de l'État) - cette conception bakouninienne est, à mon avis, la solution au problème espagnol, comme à tout le problème guerre et révolution. On ne peut pas écarter sans tomber dans le négativisme du groupe Bilan-majorité, ou dans le collaborationnisme préconisé par l'UA à la remorque des dirigeants CNT-FAI. J'ajoute que sur ce terrain se rencontrent actuellement l'Espagne Nouvelle et les Amis de Durruti.
Je suis fort heureux d'apprendre que les articles de l'Amigo del Pueblo, que je vous ai passé dans l'original seront traduits par vous.
Je dispose d'un autre périodique: Alerta! qui a succédé à l'Amigo et qui paraît actuellement chaque semaine avec un contenu très vivant et très riche.
Je compte le traduire presque intégralement, ce qui n'était guère possible pour l'Amigo del Pueblo, aux articles trop longs et souvent un peu fumeux...
Espérant que cette lettre vous inspirera le désir d'annoncer à nouveau ou de citer l'Espagne Nouvelle dans vos colonnes, je vous envoie, chers camarades, mes meilleurs vœux de bon et utile travail pour la révolution sociale.
Bien fraternellement,
André Prudhommeaux

### Lettre deHenry Chazéau groupePour une intervention communiste(05/05/75)
… Par rapport à Masses et Spartacus qui représentaient une aile gauche de la SFIO, l’Union Communiste fut une organisation qui, face aux faits, et ceux-ci se bousculaient comme actuellement, pris position nettement contre le frontisme, contre la défense de l’URSS, sur la nature de l’État russe (capitalisme d’État) et la révolution espagnole (juillet 36 – mai 37), etc.…
Au départ, l’Union Communiste naquit d’une scission dans la Ligue trotskiste, moitié-moitié comme le reconnaît Craipeau dans son bouquin. Pudiquement, il ne donne pas de chiffres. J’ai ces chiffres et les noms : 35 puis 37 pour la moitié qui forma l’U.C.. Rien que ces chiffres font comprendre pourquoi l’autre moitié s'empressait d’entrer dans la SFIO. « L’entrisme » était né.
L’Union Communiste, en décembre 33, fusionna avec ce qui restait de l’organisation issue de la Conférence d’unification d’avril-juin 33, organisation qui comprenait des réfractaires au trotskisme. Et c’est cette U.C. là qui évolua rapidement vers le Communisme de Conseils, absorbant le seul petit groupe se réclamant du C. de C. (autour de Bayard) (A. Prudhommeaux étant à « Terre Libre » de la F.A.F.) – mais perdant quelques trotskistes indécrottables, du groupe juif notamment. De 36 à 39, l’U.C. fut un pôle d’attraction pour les individus et groupuscules écœurés par la gymnastique trotskiste (entrisme dans la SFIO, puis dans le PSOP), mais bien peu assimilables. À noter que l’U.C. recueillit la quasi-totalité des bordiguistes (italiens pour la plupart) parisiens, une vingtaine de bons camarades ouvriers qui n’avaient pas digéré la position délirante des bordiguistes belges et de Vercesi (pas de parti bordiguiste en Espagne, donc pas de révolution) sur le mouvement révolutionnaire dans la péninsule – voir « Bilan » et « Communisme ».
Rioux dans son bouquin ignore l’U.C. et « L’Internationale ». Par contre il cite mon papier (que j’avais complètement oublié) de 38 dans le Réveil Syndicaliste (Le Front Populaire, camisole de force des travailleurs. L’expression semble vous avoir plu car je l’ai retrouvée dans votre tract sur le Portugal). Or, tout ce qui est dit dans ce papier, peut-être trop concis et condensé, se trouvait dans « L’Internationale » depuis 34-35, en long, en large et en diagonale. Par exemple « Front-Populaire = Front National », placard à la une de « L’Internationale », repris par Prudhommeaux dans « Terre Libre », et dont Barrot ne cite que le titre dans son bouquin sur le F.P.. Il reproduit d’autres articles de « L’Internationale » de 35, mais rien d’après 35. Rien sur les articles « Contre toute défense de l’URSS » et sur « L’évolution contre-révolutionnaire de l’URSS » (rubrique permanente)… et rien sur l’Espagne. Par contre, il reproduit des papiers de « Bilan » et « Communisme » où il est question de l’U.C. et de sa prétendue défense de la République espagnole. Ce n’est pas sérieux quand on veut jouer à l’historien. Les bordiguistes de Belgique, une poignée, avaient une position aberrante (voir plus haut) et, par exemple, ne comprirent rien aux journées de mai 37, le Kronstadt espagnol (toutes proportions gardées)…
… Il s’agit d’une évolution face aux faits et pour cette raison remettant en cause « la » ou les théories héritées du passé. Je dois dire que nous n’avions pas le temps de faire mieux car nous n’avions pas parmi nous de théoriciens distingués – nous étions en grande majorité des « militants », syndicaux aussi, quoi que parfaitement conscients de l’intégration des syndicats que nous dénoncions au fur et à mesure qu’elle se réalisait au travers du F.P., de l’Unité syndicale, etc.… Vous ne trouverez rien sur le Parti, si ce n’est la répétition de positions héritées du léninisme, avec toutefois une critique du rôle « dirigeant ». En 39, nous étions à peu près sur cette question à la position d’A. Pannekoek ou du KAPD – conservant le mot Parti, mais avec la signification que vous connaissez. Nous n’avions pas, et je ne l’ai toujours pas, le fétichisme des Conseils…
Henry Chazé, 5/5/75 (d'après Jeune Taupe! no 6, juillet 1975)

### Extrait d'une lettre (non datée) de Henry Chazé à un militant de "Pour une Intervention Communiste" (PIC) à propos de Bayard
... Je commencerais par Bayard et son petit groupe. Ils ont rejoint l'U.C. au début de 1936 - une étape dans l'évolution de l'U.C., notamment sur l'URSS, cela après la dénonciation du Front populaire dès sa naissance. Il n'y avait pas tellement longtemps que nous avions des contacts avec les Communistes de Conseil de Hollande. Canne Meijer était venu et devait par la suite maintenir ces contacts (visites et correspondances, plus articles dans "L'Internationale". Le tout petit groupe de Bayard n'avait plus de raisons d'exister par conséquent. Il s'agissait en fait de quelques amis de Bayard : un vieil artisan d'art (reproduction des tableaux par le vieux procédé qu'on appelait "eau-forte", son fils ainé qui le secondait, et son plus jeune fils dentiste. En plus de cette famille, un couple (elle institutrice et lui, je ne me souviens plus). 
C'est la personnalité de Bayard qui était intéressante. Polytechnicien, haut cadre des P.T.T. (câbles sous-marins). Mais souvent en déplacement. De ce fait, le groupe n'éditait rien, se réunissait irrégulièrement.
Tu sais qu'après les grèves de juin 36, l'arbitrage obligatoire vit le jour, les contrats collectifs, bref toute une procédure qui nuira au Statut du Travail... ce que j'avais appelé une "Camisole de force" pour les travailleurs.
Or, Bayard, haut fonctionnaire, fut désigné comme arbitre. Avant d'accepter ou refuser, il sollicita l'avis de l'U.C. Après avoir discuté, nous fûmes d'accord pour qu'il accepte au moins une fois... étant entendu qu'il peaufinerait un arbitrage favorable aux ouvriers... arbitrage qui puisse faire jurisprudence par la suite. Et c'est ce qu'il fit, et c'est aussi ce qui permit à quelques autres arbitres de s'appuyer sur cet arbitrage. Il s'agissait d'une grève en Charente, je crois. Conclusion : Bayard ne fut plus jamais sollicité, bien entendu. Ce qui est à retenir, c'est l'honnêteté politique de Bayard, plus que le résultat. 
Bayard était un très bon camarade, un bon copain. Il me fit connaître un autre Polytechnicien qui était Directeur de l'AOIP (Association ouvrière en Instruments de précision, dans la téléphonie), Coopérative ouvrière - avec tous les défauts et illusions de telles expériences. L'AOIP servit toutefois de refuge pour militants aux abois parce que trop connus du patronat. J'y fis entrer le jeune copain Robert Glassman, celui qui était venu avec moi à Barcelone... et fut quelque temps gérant de "L'Internationale".
Bayard est mort quelques années après la guerre... et l'un des bateaux du service des câbles sous-marins porte son nom.
Bayard et son petit groupe étaient probablement un résidu de l'expérience de "L'Ouvrier Communiste". Mais je ne peux le garantir. Jean Rabaut, dans son bouquin "Tout es possible", consacre 2 ou 3 pages (77-78-79) à "L'Ouvrier Communiste", sur un ton de persiflage venimeux et répugnant (comme lorsqu'il parle de l'U.C.), mais ne mentionne pas Bayard, seulement Dautry et Prudhommeaux. Ce qui est sûr, en tout cas, c'est que Bayard était bien connu des copains hollandais.
Sache une chose importante : très peu de militants en France connaissaient les Communistes de Conseils et le K.A.P.D. - faute de traduction. C'est le bouquin de Lénine "La Maladie infantile du communisme (le « gauchisme »)" qui suscita la curiosité de connaître ces ultra-gauches que Lénine attaquait.